# Acaena patagonica
Acaena patagonica là loài thực vật có hoa trong họ Hoa hồng. Loài này được A.E. Martic. mô tả khoa học đầu tiên năm 1999.